# Open di Francia 2011 - Doppio femminile in carrozzina
Daniela Di Toro e Aniek van Koot erano le detentrici del titolo, ma Di Toro quest'anno non ha partecipato, mentre van Koot ha fatto coppia con Jiske Griffioen.
Griffioen e van Koot sono state sconfitte in finale da Esther Vergeer e Sharon Walraven con il punteggio di 5–7, 6–4, [10–5].

## Teste di serie
1. Esther Vergeer /  Sharon Walraven (campionesse)
2. Jiske Griffioen /  Aniek van Koot (finale)

## Tabellone

### Legenda
| - Q = Qualificato - WC = Wild card - LL = Lucky loser | - ALT = Alternate - SE = Special Exempt - PR = Protected Ranking | - w/o = Walkover - r = Ritirato - d = Squalificato |

|  | Semifinali | Semifinali                        | Semifinali                        | Semifinali | Semifinali |  |  | Finale | Finale                         | Finale | Finale | Finale |  |
|  |            |                                   |                                   |            |            |  |  |        |                                |        |        |        |  |
|  | 1          | Esther Vergeer Sharon Walraven    | Esther Vergeer Sharon Walraven    | 6          | 6          |  |  |        |                                |        |        |        |  |
|  |            | Marjolein Buis Annick Sevenans    | Marjolein Buis Annick Sevenans    | 3          | 3          |  |  | 1      | Esther Vergeer Sharon Walraven | 5      | 6      | [10]   |  |
|  |            | Sabine Ellerbrock Jordanne Whiley | Sabine Ellerbrock Jordanne Whiley | 1          | 4          |  |  | 2      | Jiske Griffioen Aniek van Koot | 7      | 4      | [5]    |  |
|  | 2          | Jiske Griffioen Aniek van Koot    | Jiske Griffioen Aniek van Koot    | 6          | 6          |  |  |        |                                |        |        |        |  |